# Sifu (videojuego)
Sifu es un videojuego beat 'em up roguelike desarrollado por el estudio francés Sloclap. Ambientado en la China moderna, los jugadores controlan al hijo de sifu (maestro de una escuela de artes marciales donde sí instruyó a “Yang”)que busca vengarse de los Yang y el resto del grupo  que mató a su padre. Cada vez que el protagonista muere, es resucitado por un talismán mágico y envejece, obteniendo acceso a ataques más poderosos pero reduciendo su salud y aumentando su daño. Cuando el personaje del jugador se vuelve demasiado viejo, puede morir permanentemente a los 70 años cuando todos los medallones del talismán se rompen, en cuyo caso los jugadores deben reiniciar el nivel desde el principio y desde la misma edad que su intento inicial.
El juego se lanzó el 8 de febrero de 2022 para PlayStation 4, PlayStation 5 y Windows, el 8 de noviembre de 2022 para Nintendo Switch y el 28 de marzo de 2023 para Xbox One y Xbox Series X/S. Recibió críticas generalmente positivas, con elogios por su combate, entornos e historia, y vendió más de 1 millón de unidades al mes de su lanzamiento.

## Jugabilidad
Sifu es un juego de lucha y acción basado en carreras que se juega desde una perspectiva en tercera persona. El juego, inspirado en Bak Mei kung fu, incluye más de 150 ataques únicos. Los movimientos de ataque básicos se pueden encadenar juntos, aunque algunos combos pueden otorgar a los jugadores oportunidades tácticas adicionales, como poder derribar enemigos o aturdirlos. El protagonista y todos los personajes enemigos hostiles tienen un "medidor estructural". Cuando el indicador esté completamente lleno, la guardia de estos personajes se romperá y se volverán vulnerables a los ataques finales. Los jugadores también pueden bloquear ataques, aunque esto irá llenando gradualmente su indicador. Alternativamente, los jugadores también pueden evadir ataques o parar cuando un enemigo está a punto de asestar un golpe. Una parada exitosa permite al jugador aturdir al enemigo o arrojarlo en una dirección particular. El juego permite a los jugadores aprovechar el entorno e improvisar nuevos ataques o alterar su estrategia cuando se enfrentan a un oponente más fuerte. Por ejemplo, el jugador puede expulsar a un enemigo de una cornisa o utilizar varios objetos como armas improvisadas. El último enemigo en una sección de combate a veces puede entrar en un estado de frenesí incontrolado, convirtiéndose esencialmente en un minijefe. Ocasionalmente, al jugador se le pueden presentar opciones de diálogo, que pueden permitirle evitar el combate por completo dependiendo de su elección de palabras.
Cuando el jugador muere en el juego, es resucitado mágicamente en el lugar donde muere y envejece varios años. A medida que el personaje del jugador envejece, sus golpes serán más poderosos, pero tendrá menos salud. Con el tiempo, ya no será posible revivir y la próxima muerte pondrá fin al juego. Los jugadores encontrarán santuarios, que serán el lugar donde sanarán y desbloquearán nuevas habilidades. También pueden visitar el "wuguan", una escuela de kung fu, para practicar sus habilidades entre niveles. Las habilidades se pierden cuando el personaje del jugador muere, aunque es posible desbloquear actualizaciones permanentemente para que estén disponibles al comienzo de cada ejecución. A medida que el jugador completa varias carreras, puede acceder al "tablero de detectives", donde se almacenará la información recopilada en las diferentes carreras, y se pueden abrir áreas secretas y atajos.

## Trama
En una noche lluviosa, Yang, un estudiante caído en desgracia de una escuela de artes marciales en China, lidera una redada en su antigua escuela junto con otros cuatro artistas marciales: Fajar "El Botánico", un feroz hombre de mediana edad que empuña un machete y nunca habla; Sean "The Fighter", un joven arrogante que empuña un bastón bo y considera débiles a los estudiantes de la escuela; Kuroki "El Artista", una joven japonesa que empuña un bastón de tres secciones afilado; y Jinfeng "El CEO", una mujer anciana con un solo brazo que empuña un dardo de cuerda. Después de derrotar a los estudiantes, Yang se enfrenta al sifu de la escuela (su antiguo maestro) y lo golpea en el pecho, provocando que sufra un ataque cardíaco fatal. Mientras busca entre las pertenencias del sifu, Yang encuentra al único hijo del sifu escondido cerca y le ordena a Fajar que le corte el cuello. Más tarde, el niño se despierta y encuentra su garganta curada, gracias al poder de un antiguo talismán en su mano, que puede revivir a los muertos, pero aumenta exponencialmente su edad con cada resurrección. Jurando vengarse de Yang y sus cómplices, el niño pasa los siguientes ocho años viviendo aislado, entrenando sin descanso y recopilando información sobre sus objetivos.
Como adulto, el hijo del sifu, ahora un experto artista marcial, comienza su búsqueda de venganza, rastreando y ejecutando a cada uno de los antiguos cómplices de Yang después de vencerlos en combate:
- Fajar, que ahora trabaja para una banda de narcotraficantes y posee poderes sobrenaturales en forma de cloroquinesis (manipulación de plantas).
- Sean, que dirige su propia escuela de artes marciales y un club de lucha clandestino ilegal y tiene piroquinesis.
- Kuroki, que dirige una galería de arte como fachada para el crimen organizado y puede crear ilusiones sobrehumanas, incluido un yo oscuro que empuña un kunai.
- Jinfeng, que se ha convertido en una empresaria rica, pero corrupta y ahora empuña campanas sobrenaturales y un martillo de meteorito.

Finalmente, el artista marcial persigue al propio Yang y lo confronta en su santuario privado. Yang explica que el sifu lo abandonó cuando sus seres queridos estaban al borde de la muerte, lo que lo llevó a volverse contra su antiguo maestro. Después de una feroz pelea, el artista marcial golpea a Yang en el pecho, matándolo de la misma manera que lo hizo con su padre. Sin embargo, al hacerlo, el artista marcial ve dos tumbas y descubre que Yang intentó robar el talismán para salvar a su esposa e hija moribundas, pero el sifu le impidió hacerlo, quien declaró que Yang perdió su dignidad al deshonrar su juramento. y lo expulsó de la escuela. Luego, el talismán le dice al artista marcial la importancia de Wude (la moralidad de las artes marciales) y lo envía atrás en el tiempo, al comienzo de su búsqueda. El artista marcial nuevamente tiene que derrotar a cada uno de los cinco objetivos, pero esta vez tiene la opción de perdonar a sus enemigos, quienes a su vez muestran agradecimiento y dejan de luchar contra ellos.
El juego tiene dos finales, dependiendo de las acciones del jugador:
- Si el artista marcial mata a alguno de los objetivos, el talismán lo enviará nuevamente al pasado y se verá obligado a recrear sus peleas en un bucle sin fin.
- Si el artista marcial perdona a todos los objetivos, entonces su pelea con Yang continúa hasta el cementerio desde el otro final, esta vez en el mundo real. Después de salvar a Yang, el artista marcial muere a causa de sus heridas y no puede volver a la vida porque Yang les quitó el talismán antes durante la pelea. Sin embargo, debido a que se adhirieron a los principios de Wude, finalmente alcanzaron la iluminación. Una escena poscréditos muestra al artista marcial, ahora un sifu por derecho propio, entrenando a nuevos estudiantes en la antigua escuela de su padre, lo que implica que de alguna manera fueron resucitados (posiblemente por el talismán para dominar Wude).

## Desarrollo
El juego está desarrollado por Sloclap, quien lanzó previamente su primer juego de lucha Absolver en 2017. A diferencia de Absolver, Sifu no tiene modo multijugador ya que el equipo quería centrarse en desarrollar la jugabilidad y no es necesario perder tiempo desarrollando la infraestructura necesaria para los juegos en línea. El juego se inspiró en las películas de kung fu protagonizadas por Jackie Chan, donde se mostraba a Chan derrotando a múltiples enemigos sin ayuda de nadie. El término "sifu" (en chino: 師父) se refiere a "maestro" en cantonés, y el estilo de combate presentado en el juego se basa en el Estilo Bak Mei. El equipo consultó a Benjamin Colussi, un maestro de kung fu de Bak Mei, para asegurarse de que el juego fuera auténtico. El juego enfatiza el "dominio a través de la práctica", un valor clave del kung fu que se refleja a través del sistema de envejecimiento. El juego también fue diseñado para ser difícil y presenta una curva de aprendizaje pronunciada, ya que el equipo consideró que los jugadores no obtendrían una sensación de dominio si la experiencia de juego era demasiado fácil.
Sloclap anunció oficialmente el juego en febrero de 2021 durante la transmisión en vivo State of Play de Sony. Inicialmente, el equipo planeó lanzar el juego en 2021, pero se retrasó hasta el año siguiente para pulir aún más el juego y evitar sobrecargar al equipo. Sifu se lanzó el 8 de febrero de 2022 para Windows a través de Epic Games Store, PlayStation 4 y PlayStation 5, y los jugadores que compren la Edición Deluxe tendrán acceso el juego 48 horas antes y recibe un libro de arte digital y la banda sonora original compuesta por Howie Lee. El editor Microids lanzó una edición comercial del juego, titulada Sifu: Vengeance Edition, el 3 de mayo de 2022.
Sloclap anunció una serie de actualizaciones de contenido en abril de 2022, la primera fueron nuevos atuendos, un modo de entrenamiento avanzado y opciones de dificultad, como un modo fácil llamado "Estudiante", donde los enemigos son más indulgentes y la mecánica de envejecimiento se minimiza significativamente, y un modo difícil. , denominado en el juego "Maestro", lo que ofrece a los jugadores un desafío mucho más exigente que el nivel de dificultad original, que aún permanece en el juego como "Discípulo". Un conjunto extra para los propietarios de la Deluxe Edition llamado "Young Man", realizado como homenaje a la película de acción neo-noir surcoreana de 2003 Oldboy, fue también liberado.
El 31 de agosto de 2022, Sloclap lanzó una actualización gratuita que agregó nuevos atuendos y un nuevo sistema de puntuación. También introdujo modificadores de juego como salud infinita y armas irrompibles.

## Recepción

### Recepción crítica
Sifu recibió críticas "generalmente favorables" para la mayoría de las plataformas según el agregador de reseñas Metacritic; la versión de PlayStation 4 recibió críticas "mixtas o promedio".
IGN calificó el juego como "completamente intransigente en su diseño", elogiando la narrativa, el combate, control háptico, entornos, IA, estructura , y expresó problemas menores con la cámara. Destructoid lo llamó "una batalla cuesta arriba constante" e "intensamente gratificante", y concluyó: "Sifu es un desafío que vale la pena afrontar y superar. Es una historia de venganza con un poco de corazón al final y, aunque puede que no aterrice perfectamente, tiene mucho estilo y acción que la respaldan." La reseña de Game Informer fue un poco menos positiva sobre la estructura del juego, elogió su combate por salir fuerte desde el principio y afirmó que el juego eventualmente se convirtió en una rutina tediosa. GameSpot elogió mucho los dos modos de combate del juego, afirmando que eran impactantes, y también elogió la inventiva mecánica de envejecimiento y la falta de una sensación repetitiva debido a las peleas dinámicas. La mala cámara, la historia y los personajes insulsos y los elementos de investigación superfluos recibieron algunas críticas. GamesRadar+ escribió positivamente sobre el juego, elogiando su curva de aprendizaje, su estética y su rejugabilidad. , aunque tiene algunos problemas con la corta duración y la variedad limitada de enemigos. Push Square le dio al juego ocho estrellas sobre diez, elogiando de manera similar su combate, su sensación gratificante, presentación, dirección de arte, diseño de niveles y banda sonora, al tiempo que critica la injusticia ocasional en el juego de prueba y error y su cámara inestable.
Blake Morse de Shacknews le dio al juego una crítica negativa. Criticó el sistema de actualización del juego y su estructura roguelike, que obliga a los jugadores a esforzarse durante un período prolongado de tiempo y repetir niveles con frecuencia para poder progresar.

### Ventas
Sifu vendió más de 500,000 copias en las 48 horas posteriores a su lanzamiento. El juego vendió más de 1 millón de copias en marzo de 2022.

### Reconocimientos
| Año  | Premio                       | Categoría                    | Resultado |        |
| ---- | ---------------------------- | ---------------------------- | --------- | ------ |
| 2022 | Golden Joystick Awards       | Juego del año de PlayStation | Nominado  | [ 37 ] |
| 2022 | The Game Awards              | Mejor juego independiente    | Nominado  | [ 38 ] |
| 2022 | The Game Awards              | Mejor juego de acción        | Nominado  | [ 38 ] |
| 2022 | The Game Awards              | Mejor juego de lucha         | Nominado  | [ 38 ] |
| 2023 | D.I.C.E. Awards              | Juego de acción del año      |           | [ 39 ] |
| 2023 | British Academy Games Awards | Animación                    | Nominado  | [ 40 ] |
| 2023 | British Academy Games Awards | Propuesta original           | Nominado  | [ 40 ] |

## Adaptación cinematográfica
En diciembre de 2022, Story Kitchen anunció una asociación con Sloclap para realizar una adaptación cinematográfica de acción real de Sifu. Derek Kolstad adaptará el juego a un guion.